# Eria lacei
Eria lacei är en orkidéart som beskrevs av Victor Samuel Summerhayes. Eria lacei ingår i släktet Eria och familjen orkidéer. Inga underarter finns listade i Catalogue of Life.